# Haakveenmos
Haakveenmos (Sphagnum squarrosum)  is een bladmos uit de familie Sphagnaceae. Het groeit in voedselrijke, vochtige grond. Typische habitats zijn bos, oevers van beken en sloten; zelfs op grote hoogte in vochtige kreken. De soort groeit vaak in de buurt van zegge, biezen of paars heidegras.  Ook in rietkragen kan deze soort goed gedijen. 

## Determinatie
Dit mos heeft een zachtgroene kleur als het nat is. De stengels kunnen tot 20 cm groeien, waardoor een dichte grasmat ontstaat. De takschubben zijn driehoekig. De stengelbladeren staan hangend of rechtop. De vorm is tongvormig, bladtop breed afgerond of afgeknot en zwak gewimperd-getand. Ze zijn circa 2 mm lang en 1,4 mm breed. Takbladeren met een ronde basis die de stengel omhelst, daarboven plotseling versmald tot een naar achteren buigende punt, waardoor deze sterk van de tak afsteekt. De sporen zijn lichtbruin.
Het lijkt op:
- gewoon veenmos, maar deze heeft een kapvormige bladpunt;
- gewimperd veenmos, maar deze soort wordt gekenmerkt door een forse, uitstekende eindknop en spatelvormige, gewimperde stengelbladen.

## Verspreiding
In Nederland komt algemeen voor in grote delen van het land en is in de Randstad wellicht het meest algemene veenmos. De soort ontbreekt nagenoeg in de zeekleigebieden en is minder algemeen in de drogere delen van het land zoals de Veluwe en het Limburgse heuvelland. Trendberekeningen suggereren dat haakveenmos sinds de jaren '50 van de vorige eeuw is afgenomen. Dit kan te maken hebben met de gedurende de laatste halve eeuw opgetreden verdroging in veel gebieden.

## Foto's

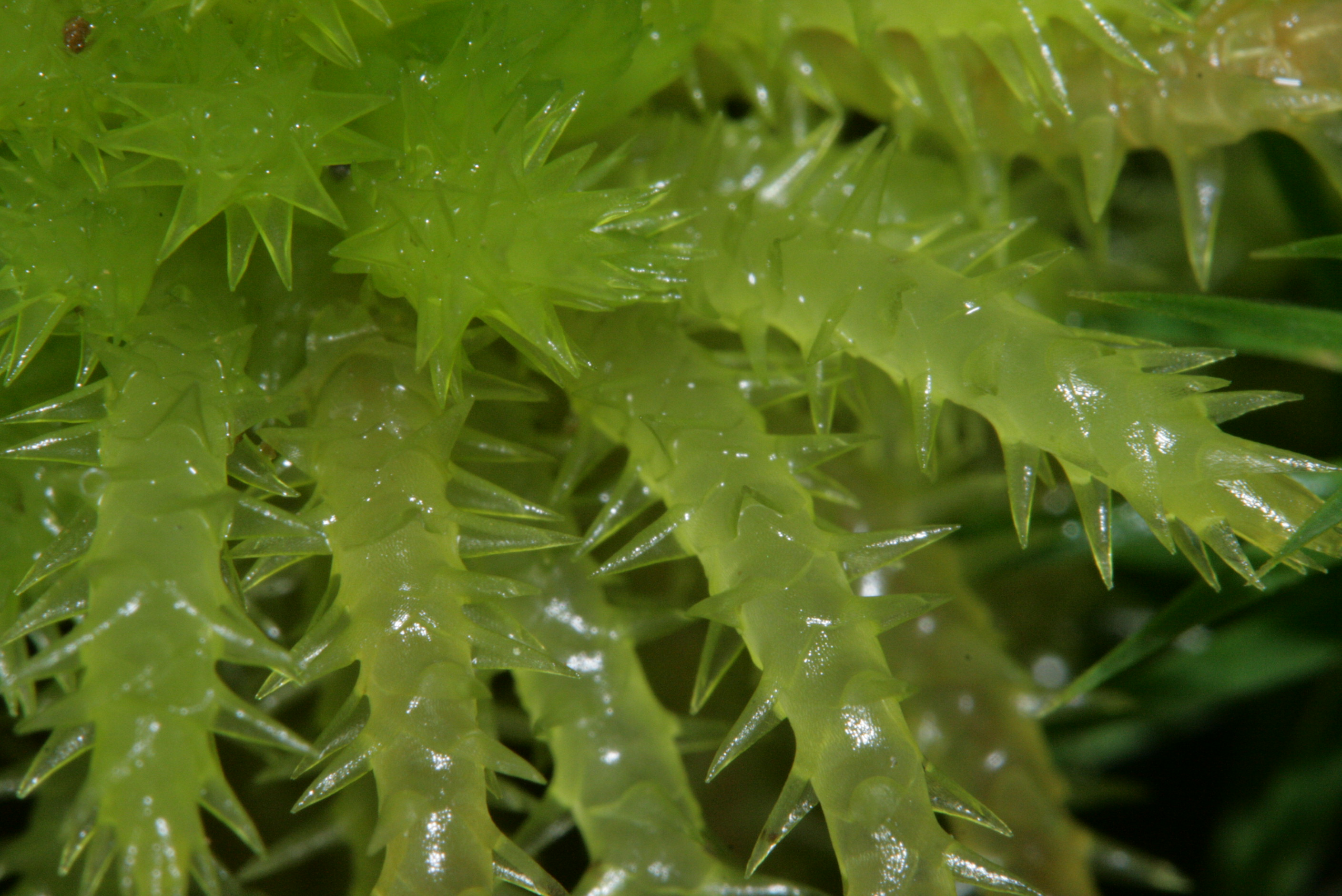
Haakveenmos
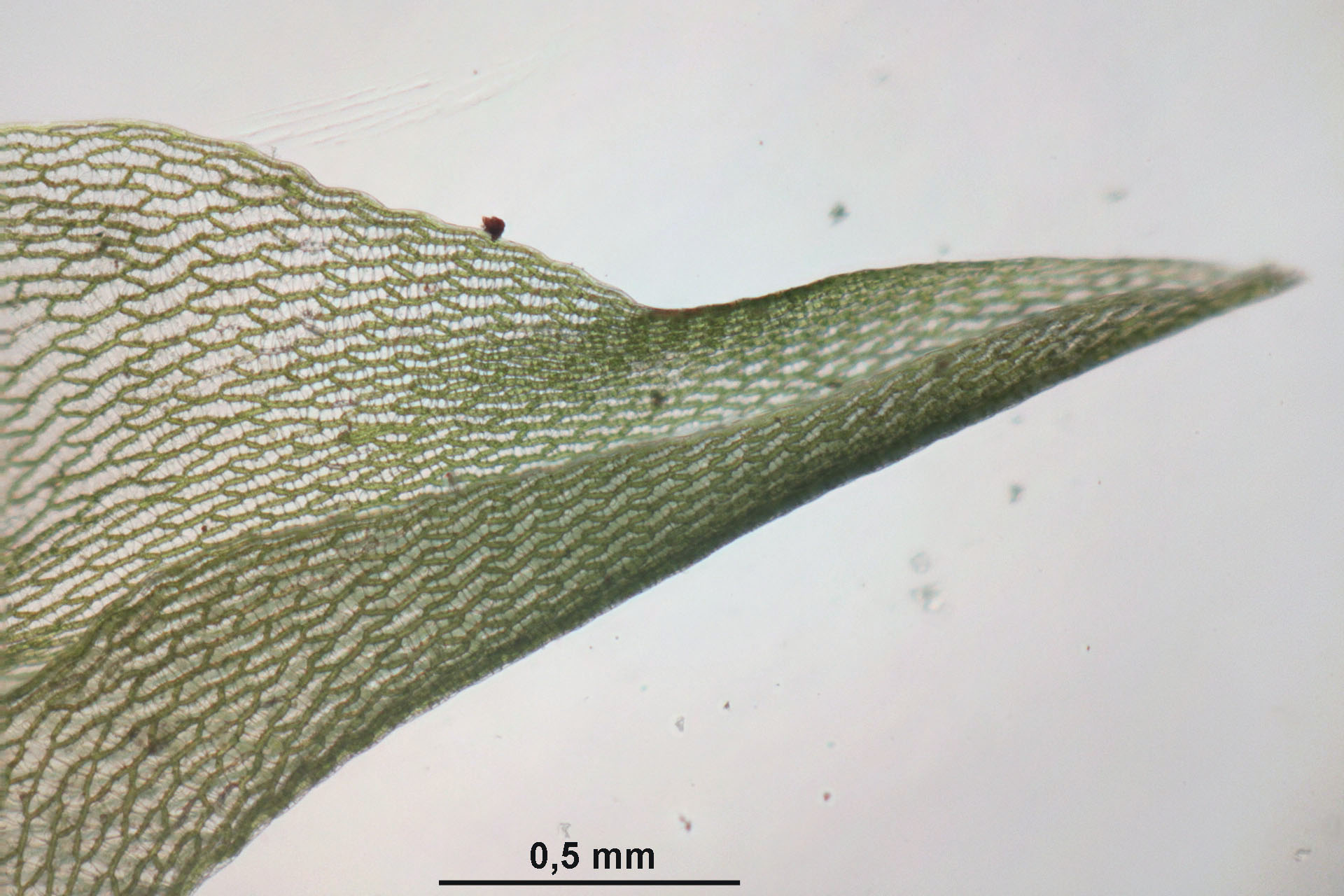
Bladtop
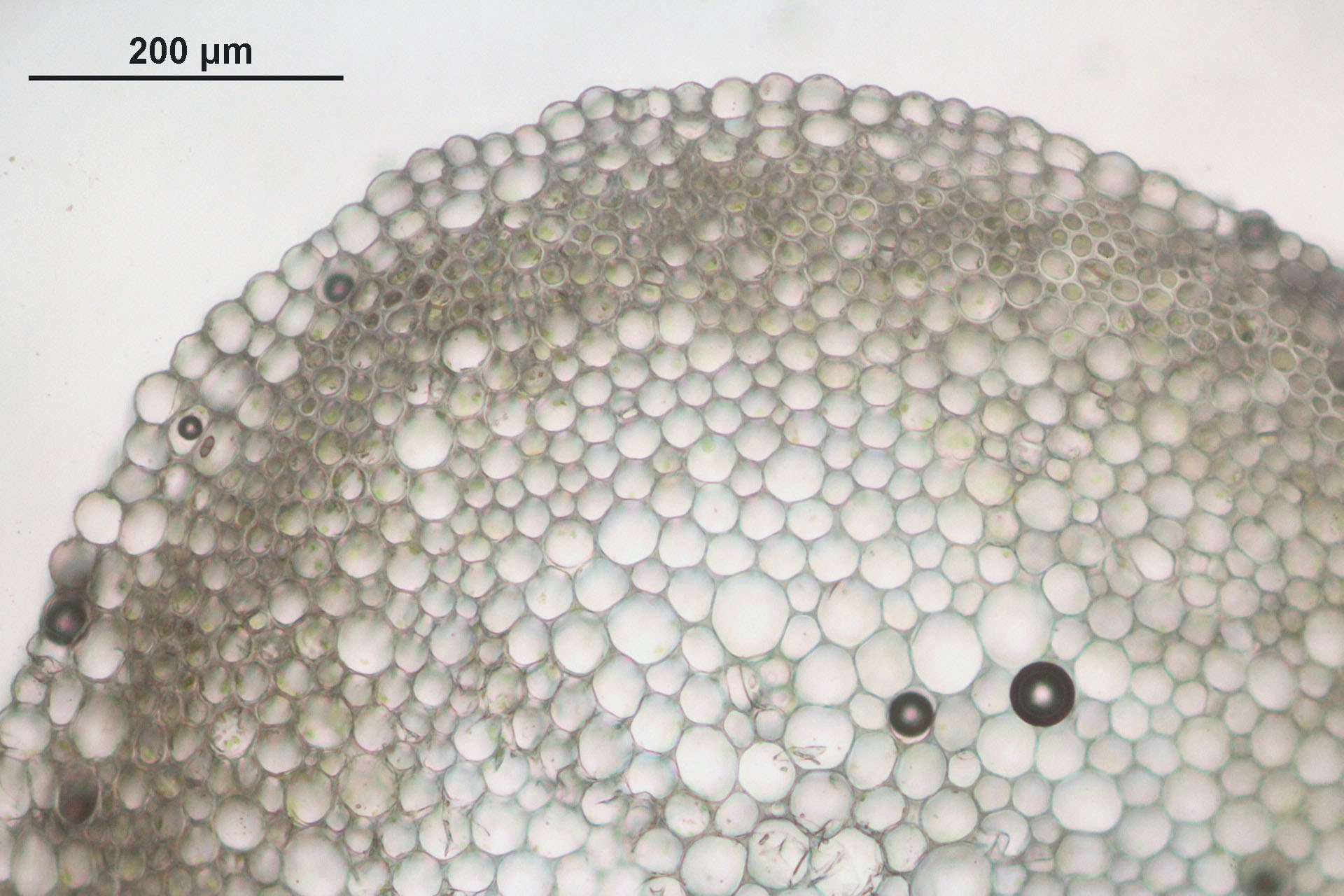
Stengeldoorsnede
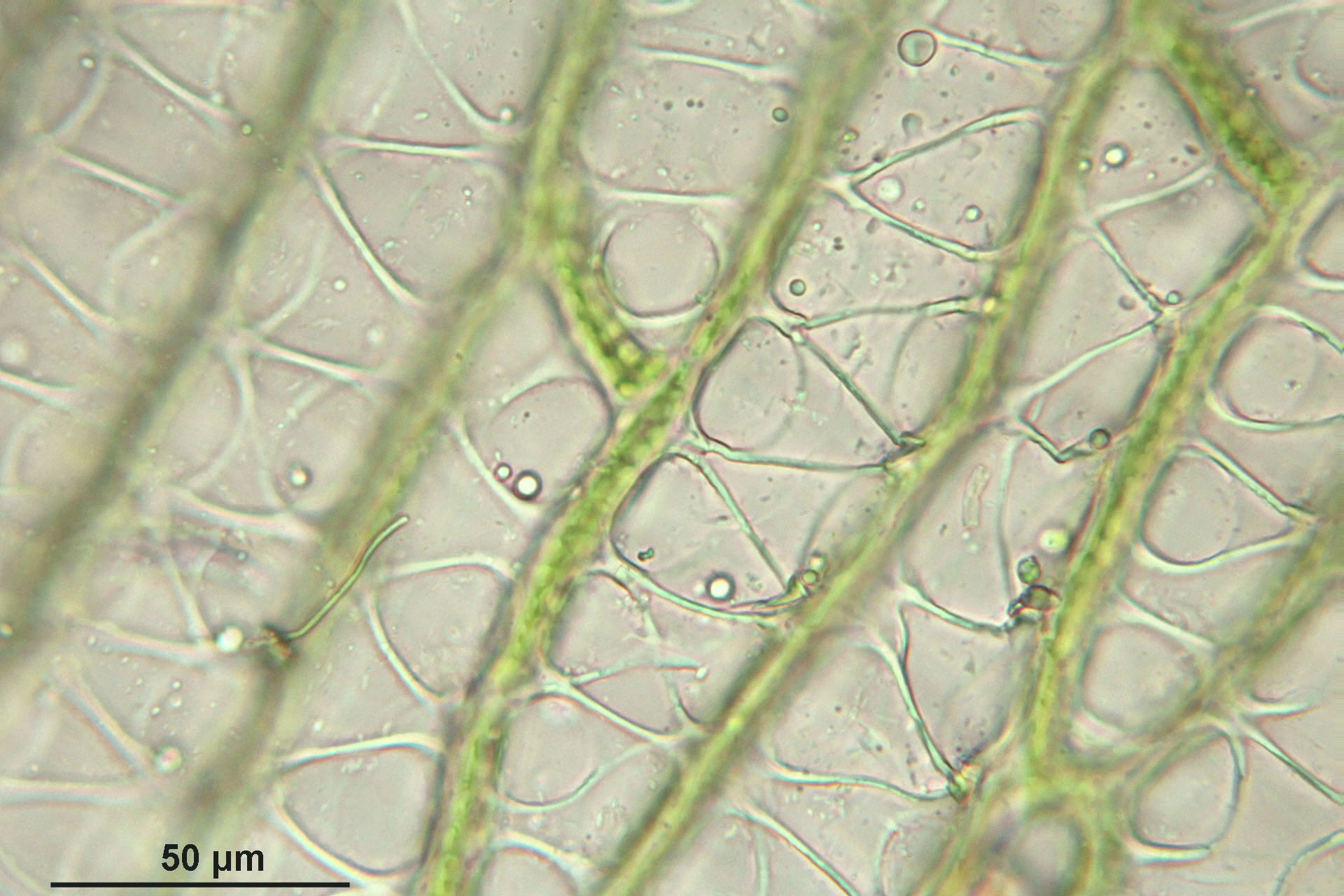
Bladcellen